# Smilde

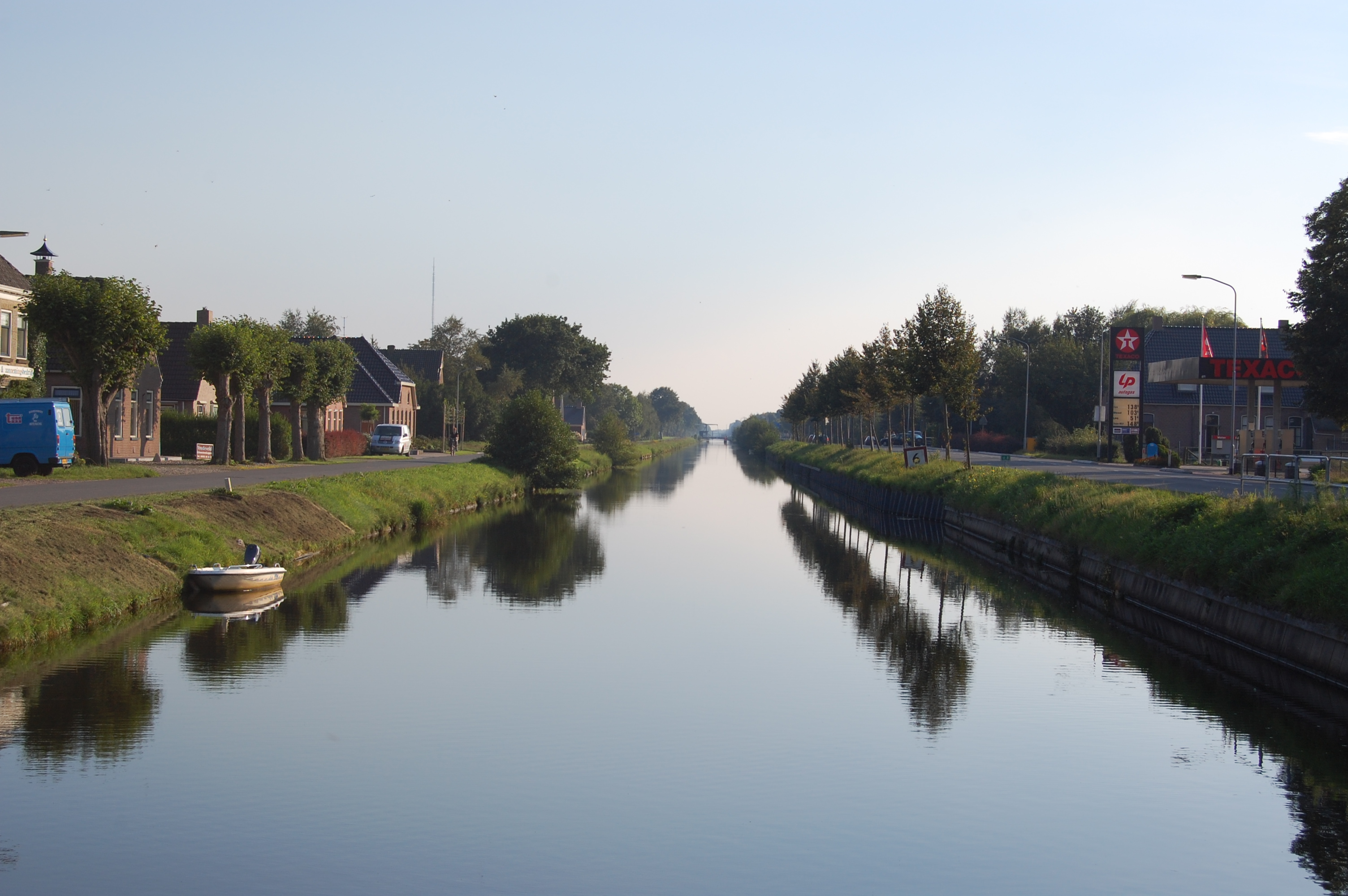
Kanal i Smilde, Holland

Smilde är en ort i den nederländska provinsen Drenthe. Smilde är också en del av kommunen Midden-Drenthe, som ligger omkring 10 km sydväst om Assen. 2001 hade Smilde en befolkning på 3 460 invånare.